# Proprioseiopsis sharkiensis
Proprioseiopsis sharkiensis är en spindeldjursart som beskrevs av S. Chand Basha och Yousef 2000. Proprioseiopsis sharkiensis ingår i släktet Proprioseiopsis och familjen Phytoseiidae. Inga underarter finns listade i Catalogue of Life.